# Pelawe
Pelawe is een bestuurslaag in het regentschap Musi Rawas van de provincie Zuid-Sumatra, Indonesië. Pelawe telt 2255 inwoners (volkstelling 2010).